# Boros Attila (grafikus)
Boros Attila (Budapest 1971. május 18.–) festő és grafikusművész, szobrász.

## Életrajza
Tanulmányait a Képzőművészeti Középiskolában, majd a Képzőművészeti Főiskola grafikus szakán végezte. 1994-ben diplomázott.
1997-ig könyvborítókat és ufó témájú illusztrációkat készített hiperrealista stílusban. 1995-ben jelent meg „Elfeledett jövő” című, angol-magyar nyelvű ismeretterjesztő képzőművészeti albuma Erich von Däniken előszavával. 1997-ben könyvillusztráció sorozattal elnyerte a németországi Kurd-Laßwitz-díjat „legjobb grafikus” kategóriában.
1998-től fest olajfestményeket, ezek fő témája a Nő.
2001. január 1-jén, az új évezred első másodperceiben egy kereskedelmi televízió kamerái előtt befejezte a 3. évezred első festményét „Szent István megkoronázása” címmel. Ugyanebben az évben szerepelt a „Feketén-fehéren" című kiállításon és 153 művész közül elnyerte a közönségdíjat, így önálló kiállítást rendezhetett a Műcsarnokban. Nem sokkal később a New York-i Magyar Főkonzulátuson állított ki az 1956-os forradalom 45. évfordulója alkalmából. A kiállítást szervező galéria felkérésére elkészítette a Nobel-díjas magyarok, majd a világhírű magyar művészek arcképcsarnokát. Később valódi televíziókra megfestette világhírű magyar filmművészek portréit is. Mindhárom sorozat több kontinensen mutatkozott be, majd végleg Amerikába került.
2008-ban az oszakai „Hunt for this century’s Leonardo da Vinci” kiállításon ő képviselte Magyarországot. Ugyanekkor Zichy Mihály, Szalai Lajos és Borsos Miklós után elkészíthette a Babits Mihály versfordításaiból álló „Erato" harminchat illusztrációját. A kötet megjelenése után tiszteletbeli taggá fogadta a Dürer Kör.
2012-ben a nagyváradi Püspöki Palotában kiállította a „Magyar Szentek” című 30 részes festmény- és grafikasorozatát. A tárlat 2013-ban az olasz-magyar kulturális évad keretében is bemutatásra került a Római Magyar Akadémián és Pápai Intézetben. Megújított formában pedig 2014-ben a budapesti Neves Kortárs galériában Székely János püspök megnyitójával.
2013-ban az állategészségügy fennállásának 125. évfordulója alkalmából megbízást kapott kentaurt ábrázoló, 165 cm magasságú bronzszobor elkészítésére, mely az Állatorvostudományi Egyetem szoborparkjában került felállításra. Számos további megbízást kapott ezt követően szoborkészítésre, majd a NÉBIH-díj díszes bronzpecsétjének megformálását is rábízták.
Pályafutása alatt több egyedi technikát fejlesztett ki, köztük a domborműhatást eredményező eljárást az ún. „kőkorszak képekhez”. Festményei és grafikái több, mint húsz egyéni, és több, mint száz csoportos tárlaton szerepeltek Magyarországon és más országokban.
2000-ben megszületett fia, 2003-ban első, 2006-ban második lánya.

## Fontosabb kiállításai
- 1997 Mednyánszky Galéria (Budapest)
- 1998 Volksbank (Arenshausen, Németország)
- 1999 Mednyánszky Galéria (Budapest)
- 2000 Hilton Szálloda (Budapest)
- 2000 Mednyánszky Galéria (Budapest)
- 2001 Csárda Galéria (Hévíz)
- 2001 Magyar Konzulátus (New York, USA)
- 2001 Műcsarnok (Budapest)
- 2002 Hilton Szálloda (Budapest)
- 2002 Kortárs Galéria (Debrecen)
- 2003 Művészetek Háza (Eger)
- 2005 Bank Center (Budapest)
- 2005 Hilton Szálloda (Budapest)
- 2006 Nyíregyházi Művészeti Napok, Városháza (Nyíregyháza)
- 2008 Kortárs Galéria (Debrecen)[1]
- 2008 Neves Kortárs Galéria (Budapest)
- 2008 University of Arts (Oszaka, Japán)
- 2009 Déri Múzeum (Debrecen)
- 2010 Báthory Kastély (Nyírbátor)
- 2010 Bródy Sándor Megyei és Városi Könyvtár (Eger)

## Művei gyűjteményekben
- Hotel Európa (Hévíz)
- Hotel Karos-spa (Zalakaros)
- Scenic-drive Gallery (Los Angeles, USA)
- George Pataki (New York állam kormányzója)
- Tom Jones magángyűjteménye
- Kentaurszobor (kis változat, 125 magyar állatorvos tulajdonában)
- Pápai Intézet (Róma, Sándor István portré)
- NÉBIH-díj a köztermesztésért
- Gümőkórmentességért díj (50 díjazott tulajdonában)

## Külső hivatkozások
- Vándorfény Galéria
- Art Studio Galéria
- http://borosattila-art.hu Boros Attila hivatalos honlapja (offline)
- Boros Attila alkotásai
- https://web.archive.org/web/20160304103001/http://koncz.matav.hu/aktualmagy.html
- http://borosattila.com/publikaciok.php (offline)